# Acanthodraco dewitti
Acanthodraco dewitti är en fiskart som beskrevs av Skóra, 1995. Acanthodraco dewitti ingår i släktet Acanthodraco och familjen Bathydraconidae. Inga underarter finns listade i Catalogue of Life.